# Maria Ouspenskaïa
Pour les articles homonymes, voir Ouspenskaïa.
Maria Ouspenskaïa est une actrice russe et américaine, née le 29 juillet 1876 à Toula (Russie), morte le 3 décembre 1949 à Los Angeles (Californie).

## Biographie
Maria Alexeïevna Ouspenskaïa a étudié le chant à Varsovie et le théâtre à Moscou puis devient un membre fondateur du fameux Théâtre d'art de Moscou où elle travaille avec Constantin Stanislavski.
Avec le Théâtre d'art de Moscou, Ouspenskaïa voyage à travers l'Europe, puis arrive à New York en 1922. Comme Olga Baclanova, Ouspenskaïa décide d'y rester. Elle se produit à Broadway pendant toute la décennie suivante et enseigne à l'American Laboratory Theatre. En 1929, elle fonde avec son collègue du Théâtre d'art de Moscou Richard Boleslawski, l'école d'Art dramatique de New York. Elle reçoit parmi ses étudiants à cette époque Anne Baxter adolescente.
Malgré ses courts métrages en Europe, Ouspenskaïa se tient éloignée de Hollywood jusqu'à ce que les problèmes financiers de son école la dirigent vers le cinéma. Selon le magazine Popular Song, elle ouvre aussi dans les années 1930 la « Maria Ouspenskaya School of Dance » sur Vine Street à Los Angeles. Parmi ses élèves notoires figure Marge Champion (modèle de Blanche-Neige pour Disney).
Malgré son anglais marqué par un accent yiddish, Ouspenskaïa incarne à Hollywood des personnages européens d'origines variées. Son premier rôle à Hollywood, dans Dodsworth (1936, William Wyler et Sinclair Lewis), lui vaut une première nomination aux Oscars (second rôle féminin). Elle est nommée une seconde fois en 1939 pour Elle et lui (Love Affair).
Pendant treize ans, la grande actrice (« Mme Maria Ouspenskaïa » dans certains génériques) assiste à la ronde des reines de l'écran : Ruth Chatterton, Greta Garbo, Irene Dunne, Myrna Loy, Vivien Leigh, Joan Bennett, Maureen O'Hara, María Montez, Ilona Massey, qui laissent des gages à Charles Boyer, Tyrone Power ou Robert Taylor. Elle figure dans quelques classiques : La Tempête qui tue (1940) de Frank Borzage (qu'elle retrouvera en 1946) et Shanghai Gesture de Josef von Sternberg. Elle travaille aussi avec Edward Sutherland, ex mari de Louise Brooks. Elle passe de Vicki Baum à Edgar Poe, tourne des scénarios de Curt Siodmak et joue la reine des Amazones pour Kurt Neumann. Son dernier film, en 1949, est une comédie de Delmer Daves, L'Extravagant M. Philips (A Kiss in the Dark).

## Filmographie
- 1915 : Sverchok na pechi
- 1916 : Nichtozhniye
- 1917 : Tsvety zapozdalye : The matchmaker
- 1920 : Khveska : Med. assistant's wife
- 1929 : Tanka-traktirshchitsa
- 1936 : Jeunesse perdue (Dodsworth) de William Wyler : la Baronne Von Obersdorf
- 1937 : Marie Walewska (The Conquest) : Countess Pelagia Walewska
- 1939 : Elle et lui (Love Affair) : Grandmother Janou
- 1939 : La Mousson (The Rains Came) de Clarence Brown : Maharani
- 1939 : André Hardy détective (Judge Hardy and Son) de George B. Seitz : Mrs. Judith Volduzzi
- 1940 : La Balle magique du Docteur Ehrlich (Dr. Ehrlich's Magic Bullet) : Franziska Speyer
- 1940 : La Valse dans l'ombre (Waterloo Bridge) : Madame Olga Kirowa
- 1940 : La Tempête qui tue (The Mortal Storm), de Frank Borzage : Hilda Breitner
- 1940 : The Man I Married : Frau Gerhardt
- 1940 : Chantez, dansez, mes belles ! (Dance, Girl, Dance) de Dorothy Arzner : Madame Lydia Basilova
- 1940 : Au-delà de demain (Beyond Tomorrow) de A. Edward Sutherland : Mme Tanya
- 1941 : Le Loup-garou (The Wolf Man) : Maleva
- 1941 : Shanghaï (The Shanghai Gesture) de Josef von Sternberg : l'Amah
- 1942 : Crimes sans châtiment (Kings Row) : Madame Marie von Eln
- 1942 : Le Mystère de Marie Roget (The Mystery of Marie Roget) de Phil Rosen  : Madame Cecile Roget
- 1942 : Frankenstein rencontre le loup-garou (Frankenstein Meets the Wolf Man) : Maleva
- 1945 : Tarzan et les Amazones (Tarzan and the Amazons) : Amazon Queen
- 1946 : Je vous ai toujours aimé (I've Always Loved You) : Madame Goronoff
- 1947 : Wyoming : Maria
- 1949 : L'Extravagant M. Philips (A Kiss in the Dark) : Mme Karina